# Dajana Eitberger
Dajana Eitberger (Ilmenau, 7 gennaio 1991) è una slittinista tedesca, medaglia d'argento olimpica a Pyeongchang 2018 nel singolo e campionessa del mondo nel singolo sprint ad Oberhof 2023 e nella gara a squadre ad Altenberg 2024.

## Biografia

### Carriera sportiva
Venne indirizzata allo slittino nel 2001 dall'allenatrice Kerstin Merten che la convinse a provare la disciplina sulla pista di Ilmenau.

#### Stagioni 2007-2011
Iniziò a gareggiare per la nazionale tedesca nel singolo nella categoria giovani, prendendo parte alla Coppa del Mondo di categoria nel 2006/07 terminata al secondo posto in classifica finale, mentre l'annata seguente colse la terza posizione in graduatoria.
La stagione successiva non partecipò a competizioni internazionali e si ripresentò alle gare nel 2009/10 nella categoria juniores, giungendo seconda in Coppa del Mondo e quarta ai campionati mondiali di categoria di Innsbruck 2010; l'anno successivo terminò al settimo posto nella classifica di Coppa, fu seconda agli europei di Innsbruck 2011 e vinse la medaglia d'oro sia nel singolo sia nella gara a squadre ai mondiali di Oberhof 2011.

#### Stagioni 2012-2014
Concluso il periodo nella categoria juniores, non trovò posto nella formazione tedesca al via nella Coppa del Mondo per la stagione 2011/12, e, a livello internazionale, prese parte unicamente alle tre gare di Nationcup disputatesi in Germania; l'annata seguente fece il suo esordio in Coppa gareggiando nella sola tappa di Oberhof, gara che assegnò anche il titolo europeo, terminando la prova al quarto posto nel singolo mentre nella graduatoria finale di Coppa si piazzò in trentacinquesima posizione.
Nella stagione 2013/14 fu inserita stabilmente nella squadra di Coppa del Mondo, ottenendo il suo primo podio l'11 gennaio 2014 in cui giunse terza nel singolo sulla pista di Oberhof e terminò al quinto posto in classifica generale; in quello stessa stagione colse anche la medaglia di bronzo nella gara individuale dei campionati continentali di Sigulda 2014 e giunse sesta nella prova a squadre, mentre non venne selezionata per i Giochi olimpici di Soči 2014, in cui le furono preferite le connazionali Natalie Geisenberger, Tatjana Hüfner ed Anke Wischnewski.

#### Stagioni 2015-2018

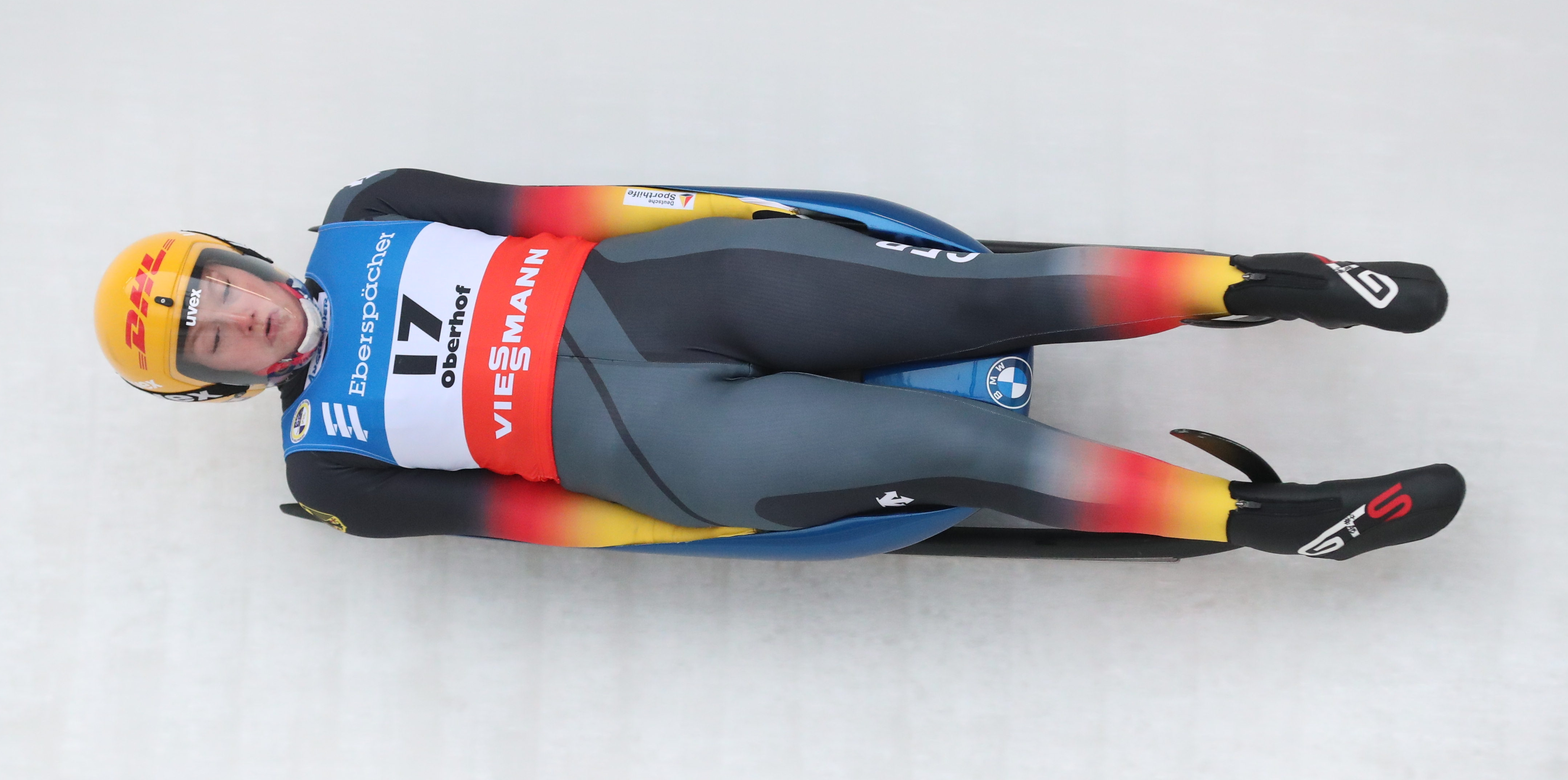
Dajana Eitberger in gara ad Oberhof nel 2021.

L'annata 2014/15 la vide vincere per la prima volta nel circuito di Coppa: dapprima nella gara a squadre di Lillehammer il 1º febbraio 2015 e successivamente anche nell'individuale a Soči il 28 febbraio 2015, nella gara valida anche come campionato europeo e dove il giorno seguente colse la medaglia d'oro anche nella prova a staffetta; nella classifica finale di Coppa, con otto podi ottenuti in totale nel singolo, si piazzò al secondo posto alle spalle della connazionale Geisenberger, mentre ai mondiali di Sigulda 2015 fu sesta. La stagione seguente, nonostante sei podi e la vittoria nella tappa di Innsbruck, ottenne la sesta posizione nella graduatoria generale, trionfando però nella classifica di specialità delle prove sprint; in questa stessa disciplina ottenne anche la sua prima medaglia ai mondiali: nella rassegna di Schönau am Königssee 2016 conquistò infatti il bronzo nello sprint, mentre nella gara classica non andò oltre la ventesima posizione; agli europei di Altenberg 2016 colse invece la settima piazza. 
Nel 2016/17 terminò al settimo posto in classifica di Coppa del Mondo, ai campionati continentali Schönau am Königssee 2017 ottenne l'undicesima posizione, mentre ai mondiali di Innsbruck 2017 giunse nona nel singolo e quinta nella prova sprint. La stagione successiva fu nuovamente seconda nella graduatoria generale di Coppa, ancora una volta dietro alla compagna Geisenberger; inoltre terminò al quarto posto negli europei di Sigulda 2018 ed ottenne la medaglia d'argento alle Olimpiadi di Pyeongchang 2018 grazie al miglior tempo fatto segnare nell'ultima discesa, che la fece risalire dalla quarta posizione al secondo posto finale. 

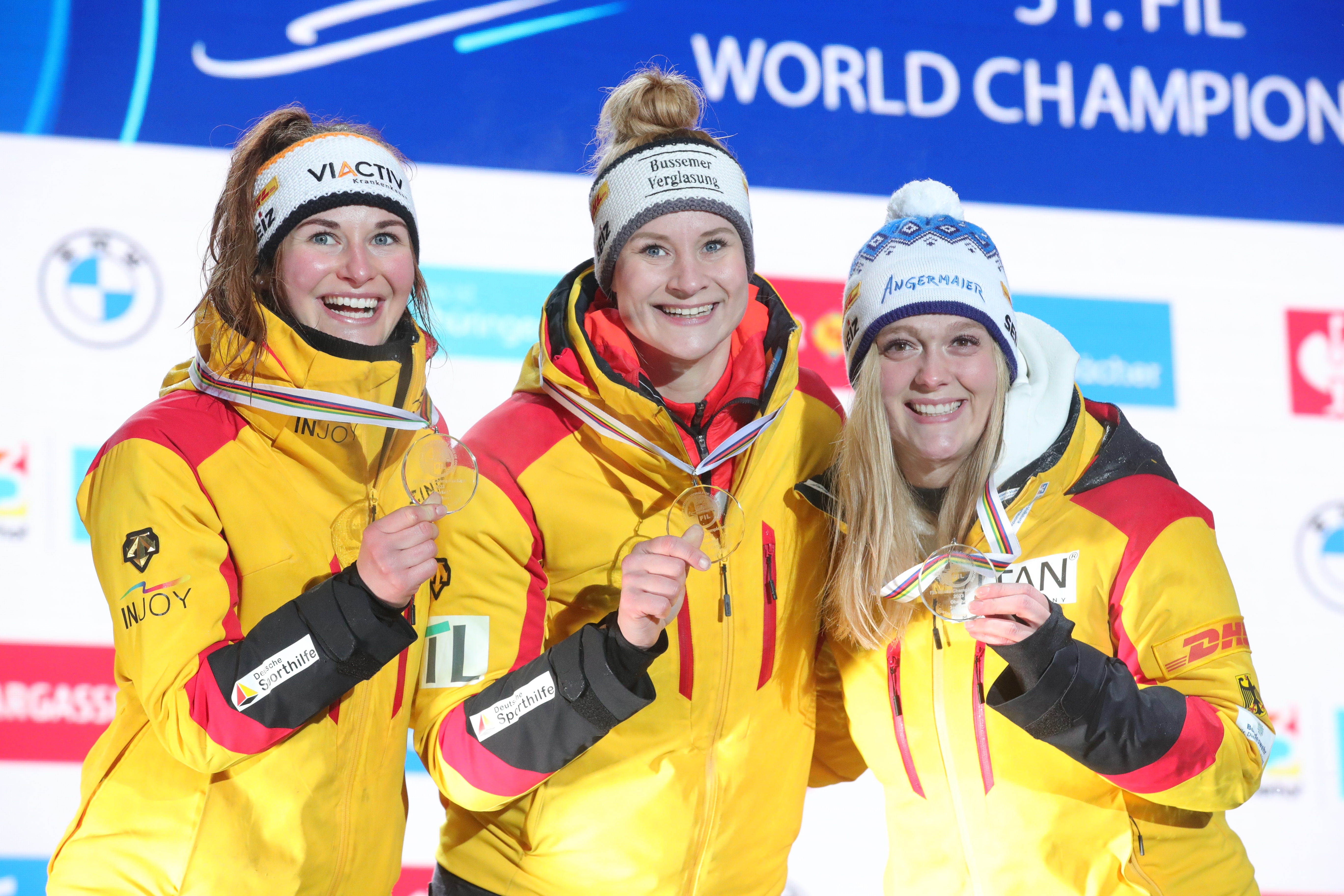
Eitberger (al centro) insieme a Taubitz e Berreiter sul podio della prova sprint ai mondiali di Oberhof 2023.

#### Stagioni 2019-2023
Nell'annata 2018/19 fu quarta nella classifica di Coppa, si piazzò al terzo posto ai campionati continentali di Oberhof 2019, mentre ai mondiali di Winterberg 2019 conquistò la medaglia di bronzo nella gara sprint e giunse dodicesima nella prova individuale. Saltò interamente la stagione successiva per maternità e si ripresentò al via delle competizioni nel 2020/21, tornando subito sul podio di Coppa del Mondo nella prima tappa di Innsbruck ed alla vittoria nella terza ad Oberhof, concludendo al terzo posto la graduatoria finale; nei campionati europei di Sigulda 2021 giunse decima e nella rassegna iridata di Schönau am Königssee 2021 colse la medaglia di bronzo sia nel singolo sia nel singolo sprint.
Prese parte a tutta la prima parte della stagione 2021/22 -ad eccezione della tappa di Innsbruck che fu costretta a saltare per aver contratto il COVID-19-, ma con un solo terzo posto ottenuto in una sprint di Coppa a confronto dei migliori risultati raggiunti dalle altre tre tedesche Anna Berreiter, Julia Taubitz e Natalie Geisenberger, non fu nominata nella squadra nazionale per i Giochi di Pechino 2022 e concluse dunque anzitempo l'annata agonistica terminando così al diciottesimo posto nella classifica per la sfera di cristallo. Tornò regolarmente a gareggiare l'annata seguente e, con tre vittorie ed altrettanti podi in Coppa del Mondo, chiuse al secondo posto in graduatoria generale, battuta dalla connazionale Taubitz; ottenne inoltre la medaglia d'argento nel campionato europeo di Sigulda 2023, mentre ai mondiali di Oberhof 2023 fu terza nel singolo e conquistò il titolo iridato nel singolo sprint.

#### Stagioni 2024-2025

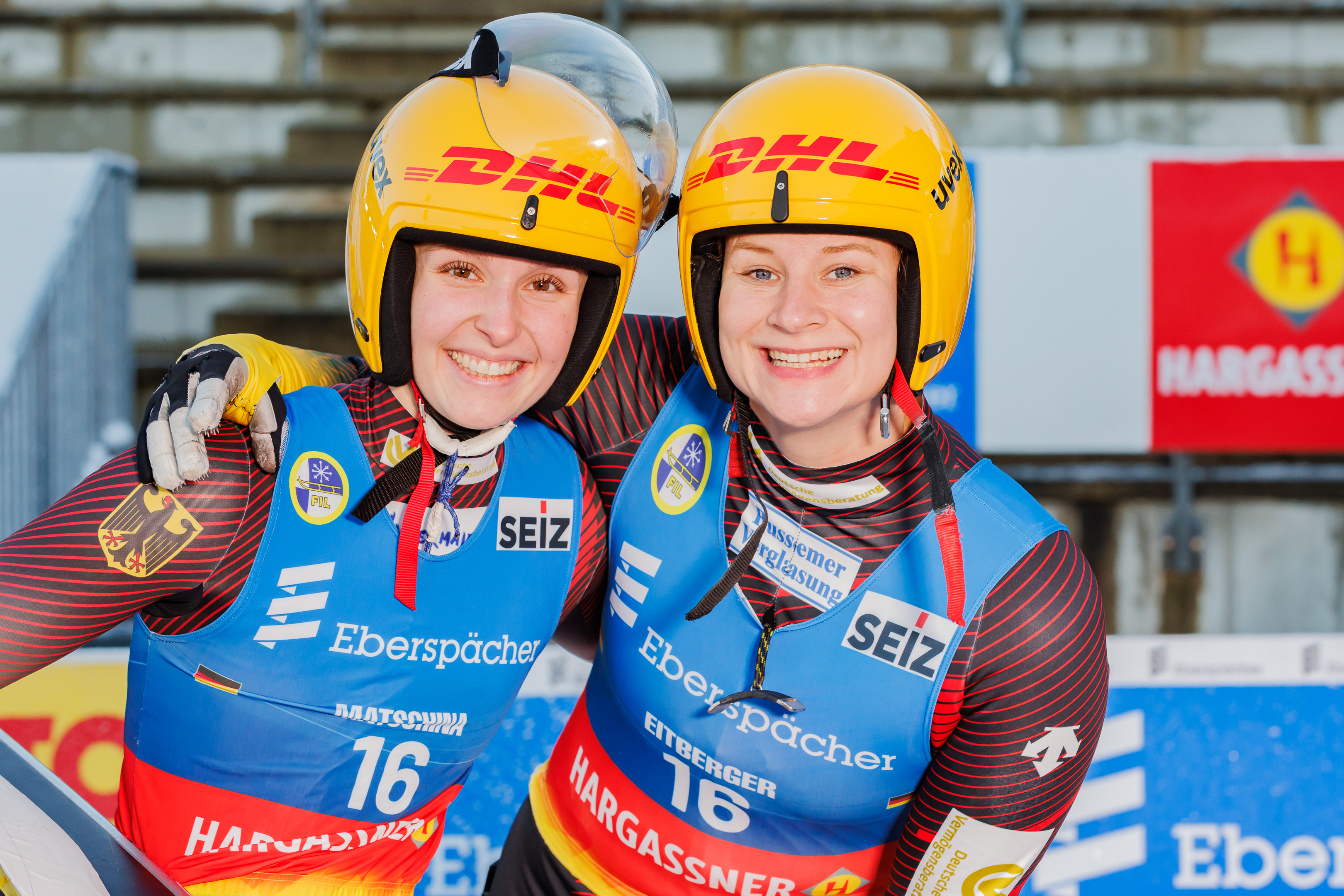
Eitberger (a destra) e Matschina ad Oberhof nel 2024.

Con l'inserimento del doppio femminile nel programma delle Olimpiadi di Milano Cortina 2026, decise di abbandonare l'attività nel singolo e tentare la qualificazione ai Giochi olimpici nella specialità biposto; dal 2023/24 fece quindi il suo debutto nel doppio in coppia con Saskia Schirmer e già nella tappa di esordio della Coppa del Mondo, disputata l'8 dicembre 2023 a Lake Placid, raggiunse il suo primo podio nella specialità ottenendo il secondo posto; con ulteriori otto podi conseguiti in stagione, compresa la vittoria ad Oberhof del 17 febbraio 2024, si piazzò al terzo posto della graduatoria generale. Giunse quinta nel doppio nella rassegna continentale di Innsbruck 2024 e vinse il titolo iridato nella gara a squadre ad Altenberg 2024, dove colse inoltre la sesta posizione nella prova classica e la quinta in quella sprint.
Nonostante i buoni risultati ottenuti, ma con l'intento colmare il divario atletico patito in fase di spinta, che le aveva viste costantemente in ritardo di sei decimi dalle coppie migliori del circuito, dalla stagione seguente la Eitberger decise di chiudere il sodalizio con Saskia Schirmer e di formare un nuovo duo insieme a Magdalena Matschina; dopo aver conquistato il secondo posto ai campionati tedeschi, esordì a livello internazionale con la nuova compagna il 30 novembre 2024 nella tappa iniziale di Coppa del Mondo a Lillehammer non riuscendo a completare la prova a coppie, ma già il giorno successivo ottenne il successo trionfando nella neonata specialità della staffetta mista doppio. Grazie anche ai due terzi posti ottenuti sulla pista di Oberhof e su quella di Pyeongchang chiuse in settima posizione nella classifica finale di Coppa, giunse quarta ai campionati europei di Winterberg 2025 ed in quelli mondiali di Whistler 2025 conquistò la medaglia di bronzo nella prova a coppie e quella d'argento nella staffetta mista doppio, insieme a Matschina ed ai connazionali Hannes Orlamünder e Paul Gubitz.

## Palmarès

### Olimpiadi
- 1 medaglia:
  - 1 argento (singolo a Pyeongchang 2018).

### Mondiali
- 9 medaglie:
  - 2 ori (singolo sprint ad Oberhof 2023; gara a squadre ad Altenberg 2024);
  - 1 argento (staffetta mista doppio a Whistler 2025);
  - 6 bronzi (singolo sprint a Schönau am Königssee 2016; singolo sprint a Winterberg 2019; singolo, singolo sprint a Schönau am Königssee 2021; singolo ad Oberhof 2023; doppio a Whistler 2025).

### Europei
- 5 medaglie:
  - 2 ori (singolo, gara a squadre a Soči 2015);
  - 1 argento (singolo a Sigulda 2023);
  - 2 bronzi (singolo a Sigulda 2014; singolo ad Oberhof 2019).

### Mondiali juniores
- 2 medaglie:
  - 2 ori (singolo, gara a squadre ad Oberhof 2011).

### Europei juniores
- 1 medaglia:
  - 1 argento (singolo ad Innsbruck 2011).

### Coppa del Mondo
- Miglior piazzamento in classifica generale di Coppa del Mondo nel singolo: 2ª nel 2014/15, nel 2017/18 e nel 2022/23.
- Miglior piazzamento in classifica generale di Coppa del Mondo nel doppio: 3ª nel 2023/24.
- Vincitrice della Coppa del Mondo di specialità nel singolo sprint nel 2015/16.
- 60 podi (27 nel singolo, 13 nel singolo sprint, 8 nel doppio, 3 nel doppio sprint, 2 nelle staffette miste doppio, 7 nelle gare a squadre):
  - 18 vittorie (8 nel singolo, 2 nel singolo sprint, 1 nel doppio, 1 nelle staffette miste doppio, 6 nelle gare a squadre);
  - 15 secondi posti (5 nel singolo, 5 nel singolo sprint, 3 nel doppio, 1 nel doppio sprint, 1 nelle gare a squadre);
  - 27 terzi posti (14 nel singolo, 6 nel singolo sprint, 4 nel doppio, 2 nel doppio sprint, 1 nelle staffette miste doppio).

#### Coppa del Mondo - vittorie
| Data             | Luogo        | Paese       | Disciplina                                                                 |
| ---------------- | ------------ | ----------- | -------------------------------------------------------------------------- |
| 1º febbraio 2015 | Lillehammer  | Norvegia    | Gara a squadre con Felix Loch, Tobias Wendl e Tobias Arlt                  |
| 28 febbraio 2015 | Soči         | Russia      | Singolo                                                                    |
| 1º marzo 2015    | Soči         | Russia      | Gara a squadre con Felix Loch, Tobias Wendl e Tobias Arlt                  |
| 29 novembre 2015 | Innsbruck    | Austria     | Singolo                                                                    |
| 29 novembre 2015 | Innsbruck    | Austria     | Gara a squadre con Andi Langenhan, Toni Eggert e Sascha Benecken           |
| 27 novembre 2016 | Winterberg   | Germania    | Singolo sprint                                                             |
| 16 dicembre 2017 | Lake Placid  | Stati Uniti | Singolo sprint                                                             |
| 13 gennaio 2018  | Oberhof      | Germania    | Singolo                                                                    |
| 14 gennaio 2018  | Oberhof      | Germania    | Gara a squadre con Felix Loch, Toni Eggert e Sascha Benecken               |
| 16 dicembre 2018 | Lake Placid  | Stati Uniti | Singolo                                                                    |
| 13 dicembre 2020 | Oberhof      | Germania    | Singolo                                                                    |
| 13 dicembre 2020 | Oberhof      | Germania    | Gara a squadre con Felix Loch, Toni Eggert e Sascha Benecken               |
| 17 dicembre 2022 | Park City    | Stati Uniti | Singolo                                                                    |
| 7 gennaio 2023   | Sigulda      | Lettonia    | Singolo                                                                    |
| 19 febbraio 2023 | Sankt Moritz | Svizzera    | Singolo                                                                    |
| 19 febbraio 2023 | Sankt Moritz | Svizzera    | Gara a squadre con Max Langenhan, Tobias Wendl e Tobias Arlt               |
| 17 febbraio 2024 | Oberhof      | Germania    | Doppio con Saskia Schirmer                                                 |
| 1º dicembre 2024 | Lillehammer  | Norvegia    | Staffetta mista doppio con Tobias Wendl, Tobias Arlt e Magdalena Matschina |

### Coppa del Mondo juniores
- Miglior piazzamento in classifica di Coppa del Mondo juniores nel singolo: 2ª nel 2009/10.

### Coppa del Mondo giovani
- Miglior piazzamento in classifica di Coppa del Mondo giovani nel singolo: 2ª nel 2006/07.

### Campionati tedeschi
- 13 medaglie:
  - 1 oro (gara a squadre ad Oberhof 2023);
  - 3 argenti (gara a squadre a Winterberg 2014; doppio, gara a squadre a Winterberg 2025);
  - 9 bronzi (singolo ad Altenberg 2012; gara a squadre a Schönau am Königssee 2013; singolo a Winterberg 2014; singolo ad Oberhof 2015; singolo ad Altenberg 2018; gara a squadre a Winterberg 2019; singolo a Schönau am Königssee 2021, doppio, gara a squadre ad Altenberg 2024).